# Burmesescorpiops
Genre
Burmesescorpiops est un genre fossile de scorpions de la famille des Palaeoeuscorpiidae.

## Distribution
Les espèces de ce genre ont été découvertes dans de l'ambre de Birmanie. Elles datent du Crétacé,.

## Liste des espèces
Selon World Spider Catalog 23.5 :
- † Burmesescorpiops groehni Lourenço, 2016

et décrites depuis
- † Burmesescorpiops velteni Lourenço, 2024
- † Burmesescorpiops wunpawng Lourenço, Dan & Zawgyi, 2025

## Systématique et taxinomie
Ce genre a été décrit par Lourenço en 2016 dans les Palaeoeuscorpiidae.

## Publication originale
- Lourenço, 2016 : « A new genus and three new species of scorpions from Cretaceous Burmese amber (Scorpiones: Chaerilobuthidae: Palaeoeuscorpiidae). » Arthropoda Selecta, vol. 25, no , p. 67–74 (texte intégral).